# Nyctemera maturna
Nyctemera maturna är en fjärilsart som beskrevs av Jean Baptiste Boisduval. Nyctemera maturna ingår i släktet Nyctemera och familjen björnspinnare. Inga underarter finns listade i Catalogue of Life.